# Betty Missiego
Teresa Beatriz Missiego Campos, més coneguda com a Betty Missiego, (Lima, 16 de gener de 1938) és una cantant peruana que ostenta simultàniament la nacionalitat espanyola.

## Biografia
Al seu país natal, comença la seva carrera artística com a ballarina, però la va haver d'abandonar per una lesió. Va continuar en el món artístic, més concretament presentant un programa de televisió que li va donar enorme popularitat.
El 1968, es trasllada a viure a Espanya, on comença la seva carrera com a cantant. Va aconseguir la nacionalitat espanyola el 1972, sense renunciar-ne a la peruana. Betty, que s'havia dedicat a la cançó folklòrica, va passar al pop.
El 1972, va representar el Perú en el primer Festival de l'OTI celebrat a l'Auditori del Palau de Congressos i Exposicions de Madrid el dissabte 25 de novembre de 1972, amb la cançó "Recuerdos de un adiós", de la qual és autora.
El 1979, va representar Espanya en el 24 Festival d'Eurovisió celebrat el 31 de març de 1979 a Jerusalem (Israel-Palestina) amb la cançó "Su canción". Va aconseguir un gran èxit i hi quedà segona, només per darrere dels representants d'Israel Gali Atari i Milk & Honey amb la cançó "Hallelujah". La seva participació va ser molt anecdòtica perquè, a part d'incloure nens en els cors, en l'última votació, que corresponia a Espanya, aquesta guanyava per 1 punt a Israel fins que el jurat espanyol va concedir 10 punts als israelians i van guanyar en detriment de Betty. Això va provocar que es correguessin rumors que el jurat espanyol va votar a propòsit a Israel per no organitzar Eurovisió l'any següent a Espanya, encara que no era cert, ja que els vots es decideixen abans que comencin les votacions i no es poden canviar en funció de com vagi el còmput a mesura que es desvetllen els punts.
També va participar en el World Popular Festival de Tòquio i en l'Olimpíada de Música de París. Betty va aconseguir nombrosos èxits des de llavors, com "La cita", "Tengo la piel cansada de la tarde", "Yo te quiero a ti", "Te amaré de mil maneras", "El vaivén", "Palabras viejas" o "El aguador" entre d'altres. En aquesta dècada, va participar en l'espectacle "Estrellas de Siempre" al costat d'altres artistes, en homenatge a Cecilia i Nino Bravo.
Està casada amb el compositor Fernando Moreno Medina. Al febrer de 2012 morí el seu fill petit, Fernando, en un accident de moto.

## Discografia seleccionada

### Senzills
- 1969 El aguador (EP)
- 1970 Tengo la piel cansada de la tarde
- 1971 Yo te quiero a ti
- 1971 No somos nada
- 1971 Estos ojos, estas manos
- 1971 Tres notas
- 1971 La cita
- 1971 Recuerdos de un adiós
- 1976 Piel de diciembre
- 1977 Tener un hijo tuyo
- 1978 Tu primera entrega
- 1978 Todo comenzó
- 1979 Su canción
- 1979 Der mann im mond/Rosen im südwind
- 1979 Y serás mujer
- 1980 Nostalgia
- 1980 Guadiana 23
- 1989 Yo quiero a un hombre andaluz
- 1989 Vaya por Dios
- 1990 Quién
- 1993 Gaviota peregrina
- 1999 Acumuchadaye

### Àlbums
- 1971 La cita
- 1973 Vengo de allí
- 1976 Rosas y azahar
- 1975 La Infinita
- 1977 Ella es sensibilidad
- 1977 Betty Missiego
- 1979 Su canción
- 1979 Betty Missiego: Representant d'Espanya a Eurovisió
- 1979 La Cita
- 1980 Tan sólo una mujer
- 1980 Mi tierra
- 1980 Y serás mujer
- 1983 De mi para ti
- 1985 Lo mejor de Betty Missiego
- 1989 Yo quiero a un hombre andaluz (sevillanes)
- 1991 Inolvidable (boleros)
- 1993 De oro
- 1999 In black
- 2005 Estrellas de siempre (diversos artistes)
- Betty Missiego: Sus primeros años (1976-1980) 2 CD (recopilació)
- Betty Missiego 20 Grandes Éxitos (recopilació)